# Distretto di Žytkavičy
Il distretto di Žytkavičy (in bielorusso Жыткавіцкі раён?) è un distretto (raën) della Bielorussia appartenente alla regione di Homel'.